# Actiones in rem scriptae
Actiones in rem scriptae – w prawie rzymskim grupa powództw osobowych (actiones in personam). Powództwa in personam można było kierować jedynie przeciwko oznaczonemu dłużnikowi. Powództwa in rem scriptae można było kierować również przeciwko osobom trzecim, jeżeli pozostawały one w określonym związku z roszczeniem powoda, co upodabniało je do powództw rzeczowych (actiones in rem).
Najcharakterystyczniejszą skargą in rem scripta była actio quod metus causa, którą można było pozywać każdego kto wzbogacił się w wyniku zastosowania groźby bezprawnej (metus), choćby nawet sam nie był jej sprawcą.